# Dokos
Dokos (griechisch Δοκός (f. sg.), Aussprache [ðɔˈkɔs]) ist eine griechische Insel der Gemeinde Hydra im Regionalbezirk Inseln der Region Attika.
Die Insel ist nach einer Reederfamilie von der Insel Hydra benannt, in deren Besitz Dokos zum Ende des 18. Jahrhunderts n. Chr. gelangte. Von Pausanias und Plinius dem Älteren wurde sie als Aperopia (Απεροπία) erwähnt.

## Lage
Dokos liegt südlich der Argolischen Halbinsel, dem östlichsten Teil der Peloponnes, und bildet, zusammen mit Hydra, den südlichen Abschluss der Bucht von Ermioni (Κόλπος της Ερμιόνης). Das westlich gelegene Kap Mouzaki (Ακρωτήρι Μουζάκι) auf der Argolischen Halbinsel ist einen Kilometer entfernt. Die östlich gelegene Insel Hydra ist 2,8 km entfernt. Dazwischen liegt die unbewohnte Insel Petasi (Πέτασι).
Die maximale Ausdehnung beträgt von West nach Ost 7 km, von Nord nach Süd 2,8 km, die schmalste Stelle erreicht im Osten der Insel etwa 1100 m. Die Skindos Bucht (Κόλπος του Σκίντου) liegt im Nordosten. Die höchste Erhebung ist der im Osten gelegene Korifi (griechisch Κορυφή) mit 308 m. Weiter westlich liegen der Berg Malia (griechisch Μάλια, 273 m) und Tzouma (griechisch Τζούμα, 260 m). An der Südwestküste steht der Leuchtturm von Dokos. Im Norden der Insel liegt das Frauenkloster Agia Efpraxia.

## Geschichte
Archäologische Untersuchungen ergaben, dass Dokos in der Jungsteinzeit im 4. Jahrtausend v. Chr. besiedelt wurde. Myti Kommeni (Μύτη Κομμένη) und Ledeza (Λέδεζα) im Nordosten, nahe der Skindos Bucht wurden in die Phase FH II des Frühhelladikums datiert, eine davon war bis in die mykenische Zeit (ca. 1300 bis 1200 v. Chr.) besiedelt. In klassischer Zeit lag auf dem 132 m hohen Kastelli-Hügel eine Siedlung mit etwa hundert Häusern. Des Weiteren konnten Reste aus hellenistischer und byzantinischer Zeit nachgewiesen werden. Im 7. Jahrhundert n. Chr. wurde unter Herakleios oder Konstantin IV. eine Festung auf dem Kastelli-Hügel angelegt. Im Innern gab es eine Zisterne und eine Basilika. Die Burg wurde  im Herbst 673 von den Arabern zerstört. Sie wurde von den Byzantinern und später von den Franken weiter genutzt. Um 1670 übernahmen die Venezianer unter Francesco Morosini die Burg und bauten sie aus.
Während der Griechischen Revolution diente die Bucht im Norden der Flotte von Hydra als Ankerplatz. Unter König Otto kam es zu Besitzstreitigkeiten zwischen Hydra und Spetses. Erst als die griechische Korvette Psara das Feuer eröffnete, beruhigte sich die Situation.

### Archäologische Funde
In der Bucht, die durch das Kap Myti-Kommeni nach Norden begrenzt wird, fand der Archäologe Peter Throckmorton 1975 in 20 m Tiefe ein Wrack, das aufgrund der Keramik zwischen 2400 und 2200 v. Chr. datiert wurde. Vom Schiff selbst wurden lediglich zwei Steinanker geborgen. Zwei vorläufige Bergungskampagnen 1975 und 1977 sowie die erste systematische Untersuchung eines Schiffswracks in Griechenland von 1988 bis 1992 durch das Griechische Institut für Unterwasserarchäologie (Hellenic Institute of Marine Archaeology, Ινστιτούτο Εναλίων Αρχαιολογικών Ερευνών) erbrachten mehr als 10.000 Keramikobjekte. Der größte geschlossene Keramikfund aus dem Frühhelladikum ist besonders wegen der großen Anzahl und Vielfalt wichtig.
Aufgrund von Funden wie Mahlsteine aus Andesit vermutlich von der Insel Ägina, von denen die meisten keine Gebrauchsspuren aufwiesen, Obsidianblöcke und -klingen von der Kykladeninsel Milos, Teile einer Kykladenpfanne sowie zahlreicher Artefakte kann Dokos zusammen mit den benachbarten Inseln als ein Bindeglied des Seehandels im Frühhelladikum zwischen den Ägäisinseln und den Orten Lerna und Tiryns am Argolischen Golf angesehen werden.
In derselben Bucht fand man ein weiteres Wrack, das vermutlich in die Archaische Zeit datiert. Nördlich des Kaps Myti-Kommeni entdeckte man die Überreste eines Schiffes aus byzantinischer Zeit.

### Dokos heute
Nach der Volkszählung 2011 hat die Insel 18 Einwohner. Dokos dient saisonal als Weideland für Schafe und Ziegen. Die Gewässer um die Insel sind fischreich, zusätzlich wird in einer kleinen Bucht im äußersten Nordosten Aquakultur betrieben. Im Sommer dienen die Buchten als Ankerplätze für Jachten und für Badeausflüge. 1994 wurde die Insel von dem Kultusministerium unter Denkmalschutz gestellt. Es gibt keine Fährverbindung, so dass Dokos nur mittels Wassertaxis erreicht werden kann.
Im Jahr 2007 wurde bekannt, dass ein zyprisches Unternehmen plant, Dokos zu kaufen, um ein Hotel, Bungalows, eine Marina und weitere Anlagen zu errichten.